# Jouda Louhichi
Jouda Louhichi, née le 6 septembre 1994, est une escrimeuse tunisienne.

## Carrière
Jouda Louhichi est médaillée d'argent en fleuret par équipes aux championnats d'Afrique 2010 à Tunis et aux championnats d'Afrique 2011 au Caire. Elle remporte la médaille d'or en fleuret par équipes aux championnats d'Afrique 2012 à Casablanca.